# Perinoia lallemandi
Perinoia lallemandi är en insektsart som beskrevs av Melichar 1914. Perinoia lallemandi ingår i släktet Perinoia och familjen spottstritar. Inga underarter finns listade i Catalogue of Life.